# You’ll See
You’ll See (englisch für „Du wirst sehen“) ist ein Lied der US-amerikanischen Sängerin Madonna. Die Ballade erschien im Oktober 1995 auf dem Kompilationsalbum Something to Remember. Madonna nahm im gleichen Jahr auch eine spanische Version mit dem Titel Verás auf.

## Entstehung und Veröffentlichung
Geschrieben und produziert wurde das Lied von der Interpretin selbst, mit der Unterstützung von David Foster. Die spanischsprachige Version Verás entstand ebenfalls unter der Produktion von Foster und Madonna, allerdings fungierte als zusätzlicher Subtexter der argentinische Liedtexter Paz Martínez. Foster hatte zunächst nicht damit gerechnet, dass Madonna mit ihm zusammenarbeiten würde, da er der Ansicht war, dass seine Musik ihr „nicht wirklich hip genug“ wäre. In seiner 2009 veröffentlichten Biografie Hitman: Forty Years Making Music, Topping the Charts, and Winning Grammys kommentierte Foster dazu: „Letztendlich waren die Songs, die wir gemacht haben, nicht besonders beeindruckend, obwohl einer von ihnen, ‚You’ll See‘, wirklich großartig war. Madonna hatte einen großartigen Text geschrieben (‚You think that I can’t live without your love / You’ll see‘) und ich fand meine Musik großartig.“
Die Erstveröffentlichung von You’ll See erfolgte als Single am 23. Oktober 1995 bei Maverick Records. Diese erschien in Europa unter anderem als CD-Maxi-Single mit einem Instrumental und dem Lied Rain – das bereits im August 1993 als Single erschien – als B-Seiten (Katalognummer: WO 324 CD). Die nordamerikanische Singleausführung, die dort eine Woche später erschien, enthielt anstelle von Rain eine Liveversion von Live to Tell (Katalognummer: 9 17719-2). Am 30. Oktober 1995 erschien das Lied zudem als Teil von Madonnas zweiten Kompilationsalbums Something to Remember (Katalognummer: 9362-46100-2), dessen erste Singleauskopplung es ist. Die spanische Version Verás erschien nur als Promo-Tonträger sowie als B-Seite der Nachfolge-Single One More Chance (Katalognummer: WO337CD).

## Hintergrund
Für ihre geplante Balladensammlung Something to Remember, die endgültig Madonnas Wandlung vom skandalumwitterten „Popstar“ zur Sängerin ruhiger Balladen dokumentieren sollte (eine Entwicklung, die bereits ein Jahr zuvor mit der Single I’ll Remember begonnen hatte) plante die Sängerin zusätzlich zu den auf der Kompilation enthaltenen bisherigen Liedern noch zwei zusätzliche neue Lieder aufzunehmen. „Sie wusste, dass es Zeit für eine Veränderung war“, sagte ein anonymes Mitglied ihres Managementteams und behauptete, sie habe beweisen wollen, dass „mehr in ihr steckte als der ständige Medienzirkus um sie herum.“

## Inhalt und Stil
You’ll See ist in musikalischer Hinsicht eine Pop-Ballade mit spanischen Musikeinflüssen (durch Instrumente wie spanische Gitarren und Kastagnetten). Sie ist in e-Moll und in einem langsamen Viervierteltakt von 90 Schlägen pro Minute gehalten. Das Lied setzt zudem erstmals Madonnas durch die Gesangsstunden für ihre Rolle in Evita gereiftere Gesangsstimme in Szene. Die Sängerin dazu: „Wenn man sich diese Lieder anhört, kann man hören, wie ich versucht habe, das Gelernte für die Aufnahme [von Evita] aufzunehmen und anzuwenden.“
Der Text behandelt die Unabhängigkeit der Frau nach dem Ende einer schmerzhaften Liebesbeziehung und wie das lyrische Ich gestärkt aus dieser Trennung geht und zu neuen Ufern aufbricht. Auf die Frage, ob es in dem Stück um Rache gehe, antwortete Madonna: „Nein, es geht darum, sich selbst zu stärken“, fügte jedoch auch hinzu, dass „es auch eine andere Seite gibt, nämlich: ‚Leg dich nicht mit mir an, ich brauche niemanden. Ich kann tun, was ich will.‘“

## Musikvideos
Das Musikvideo zu You’ll See entstand unter der Regie von Michael Haussman und führt die Handlung des ein Jahr zuvor erschienenen ebenfalls von Haussman gedrehten Videos zu Take a Bow fort. Neben Madonna ist in You’ll See einmal mehr der spanische Torero Emilio Muñoz zu sehen, der die Sängerin in Take a Bow vergewaltigt und sie kaltherzig ihrem Schicksal überlassen hatte. In You’ll See verlässt sie Muñoz endgültig und flieht vor ihm zunächst mit dem Zug, danach mit dem Flugzeug. Muñoz, der seine Taten inzwischen bereut, unternimmt in seiner Verzweiflung zunächst erfolglos zwei Suizidversuche: zunächst versucht er, sich mit seinem Stierkampf-Schwert zu erstechen, später geht er auf einer vielbefahrenen Straße in der Hoffnung von einem Auto erfasst zu werden, die Fahrzeuge weichen ihm jedoch aus. Danach versucht er, die bereits abgereiste Madonna einzuholen, bleibt jedoch am Strand stehen und sieht betrübt dem Flugzeug nach. Die letzte Szene des Videos zeigt Madonna lächelnd und voller Hoffnung auf ein besseres Leben. Diese Szenen wechseln sich mit Madonna ab, wie sie auf einer Parkbank sitzt, während sie von Herbstlaub umweht wird und das Lied singt.
Ein weiteres Musikvideo wurde für Verás, die nur in Lateinamerika veröffentlichte spanische Version des Liedes produziert. Dieses Video vermischt Szenen aus dem Originalvideo mit Aufnahmen von Madonna, wie sie die spanische Version des Liedes im Studio einsingt.
Das Musikvideo zu You'll See wurde bei den MTV Video Music Awards 1996 in der Kategorie Best Cinematography in a Video nominiert, musste sich jedoch Tonight, Tonight von den Smashing Pumpkins geschlagen geben. Die spanische Version des Videos gewann den MTV Latino Award für das beste weibliche Video.

## Rezeption
Die American Society of Composers, Authors and Publishers (ASCAP) zeichnete You’ll See bei den Pop Awards 1997 als das meistgespielte Lied aus.

## Kommerzieller Erfolg

### Chartplatzierungen
You’ll See avancierte zum Top-10-Erfolg in Finnland und Kanada (je Rang 2), Österreich und dem Vereinigten Königreich (je Rang 5), Italien und Schweden (je Rang 6), der Schweiz (Rang 8), Australien (Rang 9) In den US-amerikanischen Billboard Hot 100 debütierte das Lied in der Woche am 9. Dezember 1995 auf Platz 8 und erreichte eine Woche später Platz 6 als höchste Position. Damit war Madonna nach Aretha Franklin und Marvin Gaye die dritte Künstlerin, die auf jeder Position von eins bis zehn der Charts einen Hit platzieren konnte.
| ChartsChartplatzierungen       | Höchstplatzierung | Wochen |
| ------------------------------ | ----------------- | ------ |
| Deutschland (GfK)              | 15 (21 Wo.)       | 21     |
| Österreich (Ö3)                | 5 (14 Wo.)        | 14     |
| Schweiz (IFPI)                 | 8 (18 Wo.)        | 18     |
| Vereinigte Staaten (Billboard) | 6 (20 Wo.)        | 20     |
| Vereinigtes Königreich (OCC)   | 5 (14 Wo.)        | 14     |

| ChartsJahrescharts (1995)    | Platzierung |
| ---------------------------- | ----------- |
| Vereinigtes Königreich (OCC) | 32          |

| ChartsJahrescharts (1996)      | Platzierung |
| ------------------------------ | ----------- |
| Vereinigte Staaten (Billboard) | 51          |

### Auszeichnungen für Musikverkäufe
| Land/Region                  | Auszeichnungen für Musikverkäufe (Land/Region, Auszeichnung, Verkäufe) | Verkäufe |
| ---------------------------- | ---------------------------------------------------------------------- | -------- |
| Australien (ARIA)            | Gold                                                                   | 35.000   |
| Vereinigtes Königreich (BPI) | Silber                                                                 | 322.000  |
| Vereinigte Staaten (RIAA)    | Gold                                                                   | 500.000  |
| Insgesamt                    | 1× Silber · 2× Gold ·                                                  | 857.000  |

Hauptartikel: Madonna (Künstlerin)/Auszeichnungen für Musikverkäufe

## Coverversionen
- 1996: Shirley Bassey (Album: The Show Must Go On)
- 1996: Andrea Jürgens – Du wirst seh’n (Album: Wenn ich glücklich bin)
- 2009: Susan Boyle (Album: I Dreamed a Dream)